# Église des Capucins (Vienne)
L'église Sainte-Marie-des-Anges, mieux connue comme église des Capucins (Kapuzinerkirche) est un edifice religieux catholique sis à  Vienne, en Autriche. Construite en 1617 pour les pères Capucins l'église abrite la nécropole de la famille impériale des Habsbourgs.

## Histoire
L'église Sainte-Marie-des-Anges a été construite avec le couvent des Frères mineurs capucins y attenant en 1617 et consacrée en 1632. Elle fait face à la place du Neuer Markt (Nouveau Marché) à proximité du palais impérial de la Hofburg.
Bien que l'église ait été construite à l'époque baroque, elle offre une façade extrêmement simple restaurée dans les années 1930. On remarque à gauche sur la façade une statue du bienheureux Marc d'Aviano (1631-1699).
L'empereur Ferdinand II d'Autriche a choisi cette église comme le lieu de sépulture de la famille d'Autriche, les Habsbourgs et s'y fait inhumer en 1637. Tous les tombeaux et sarcophages de la famille impériale se trouvent dans la crypte des Capucins, ou Kapuzinergruft, ou encore Kaisergruft. Ce mausolée regroupe les tombes de près de cent cinquante membres de la famille Habsbourg, dont un des derniers, celui de l'archiduc Otto, en 2011.
L'église est aujourd'hui desservie par les prêtres de la fraternité Saint-Pierre qui y célèbrent la messe dans le rite tridentin.